# Kalba Sports & Cultural Club
 (septembre 2022).
Si vous disposez d'ouvrages ou d'articles de référence ou si vous connaissez des sites web de qualité traitant du thème abordé ici, merci de compléter l'article en donnant les références utiles à sa vérifiabilité et en les liant à la section « Notes et références ».
Maillots
Actualités
Le Kalba Sports & Cultural Club (en arabe : نادي كلباء الرياضي الثقافي), plus couramment abrégé en Kalba SCC, est un club de football émirati fondé en 1972 et basé à Kalba.

## Histoire
Le club est officiellement établi en 1972 avec la fusion de trois clubs Al-Shabab and Al-Orooba et Al-Riyadiya.

## Palmarès
| Compétitions nationales | Compétitions internationales |
| - Championnat des Émirats de deuxième division (7) : - Champion : 1980, 1989, 1996, 1999, 2010, 2012, 2014 - Championnat des Émirats (2) : - Vice-champion : 2016, 2018 |                              |

## Joueurs

### Logos

Logo actuel du club